# Moenkhausia justae
Moenkhausia justae är en fiskart som beskrevs av Eigenmann, 1908. Moenkhausia justae ingår i släktet Moenkhausia och familjen Characidae. Inga underarter finns listade i Catalogue of Life.